# 養国寺 (新宿区)
養国寺（ようこくじ）は、東京都新宿区にある曹洞宗の寺院。

## 歴史
1602年（慶長7年）、祥巌存吉によって開山された。元々は麹町に位置していたが、江戸城の外濠開削工事のため、1634年（寛永11年）に現在地に移転した。
開基は位慶春的である。ただし位慶春的が開山の祥巌存吉とどういう関係にあったのか、開基となった経緯については不明となっている。
墓地には、幕府の文久遣欧使節正使を務めた竹内保徳の墓がある。竹内保徳は箱館奉行時代に人道的観点から壊血病で苦しんでいたフランスのシビル号乗組員の上陸を許し療養させた。そのため駐日フランス大使は、着任時に函館を訪問することが習わしとなっている。

## 交通アクセス
- 曙橋駅A1出口より徒歩5分（経路案内）。
- 四谷三丁目駅2番出口より徒歩5分（経路案内）。